# Phyllis Satterthwaite
Phyllis Helen Satterthwaite (de soltera Carr; 26 de enero de 1886 – 20 de enero de 1962) fue una tenista británica activa desde principios de la década de 1910 hasta finales de la década de 1930.

## Carrera en el tenis
En 1911, participó por primera vez en el Campeonato de Wimbledon. En 1919, llegó a la final de la competencia All-Comers, en la cual fue derrotada por la eventual campeona Suzanne Lenglen en dos sets. Dos años después, en 1921, nuevamente llegó a la final de la competencia All-Comers, pero esta vez perdió contra la estadounidense Elizabeth Ryan en dos sets seguidos. En total, compitió en 20 Campeonatos de Wimbledon entre 1911 y 1935.
En 1920, ganó el título de dobles femeninos en el World Hard Court Championships en París. Jugando junto a su compatriota Dorothy Holman, derrotaron al equipo francés compuesto por Germaine Golding y Jeanne Vaussard. Fue seleccionada para jugar en la 1923 Wightman Cup pero no pudo participar. En 1924, participó en los Juegos Olímpicos en París. Mediante un bye en la primera ronda y un walkover en la segunda, llegó a la tercera ronda en la competencia individual, la cual perdió en sets seguidos contra Helen Wills, quien ganaría la medalla de oro.
En 1919, 1920 y 1921, ganó tres títulos consecutivos de individuales en el Welsh Covered Court Championships.
Satterthwaite era una jugadora de fondo de cancha con un juego basado en la seguridad y en mantener la pelota en juego. En 1930, jugó contra Lucia Valerio en la final del torneo Bordighera Championship en la Riviera italiana. En el punto de partido, su determinación de no cometer errores resultó en un intercambio de 450 golpes. Satterthwaite ganó el punto y el partido.
En 1931, compitió en varios campeonatos abiertos de la Riviera, llegando a la final en 13 ocasiones y ganando ocho títulos, derrotando entre otras a Cilly Aussem y Betty Nuthall, incluyendo el South of France Championships.

## Vida personal
Se casó con Clement Richard Satterthwaite el 13 de abril de 1912. Satterthwaite vivió en Londres con su esposo hasta abril de 1923, cuando se divorció y se mudó a Cannes y residió en la Riviera francesa. Escribía reportajes de tenis para revistas como medio de vida. En 1928, visitó Inglaterra donde fue acusada por el King's Bench de evasión de impuestos.
En 1924, publicó un libro titulado Lawn Tennis for Women. Al año siguiente publicó Tips for Tennis Players.

## Muerte y legado
Satterthwaite murió el 20 de enero de 1962, a los 75 años, en el distrito londinense de Westminster. Al momento de su muerte, su patrimonio se valoró en £50,000 netos. Había instruido al albacea de su patrimonio para hacer su testamento sobre la base de que “odiaba a todos los seres humanos y dejaría su dinero a los animales”, y le dijo que escribiera una lista de organizaciones benéficas de animales seleccionadas de la guía telefónica, entre las cuales se debería dividir su patrimonio. Esto llevó a un litigio  (que concluyó en el Tribunal de Apelación), porque uno de los beneficiarios nombrados, el London Animal Hospital, no era una organización benéfica. Las reclamaciones competidoras a una parte del patrimonio por un individuo privado que operaba un negocio bajo ese nombre y por Blue Cross (que había operado un hospital conocido informalmente como el London Animals Hospital) fracasaron, y los Lores Justicia Harman y Russell ordenaron que se estableciera un esquema cy-pres. (El juicio concurrente del Lord Justice Diplock se leía en su totalidad: “Con esa humildad que es adecuada en un abogado de derecho común cuando se enfrenta a una rama tan arcana del derecho de la Cancillería, estoy de acuerdo con los juicios que se han emitido”.)